# Pheidologeton undet
Pheidologeton undet é uma espécie de formiga do gênero Pheidologeton, pertencente à subfamília Myrmicinae.